# Lázaro Cárdenas del Río Tercero
Lázaro Cárdenas del Río Tercero är en ort i Mexiko.   Den ligger i kommunen Bacalar och delstaten Quintana Roo, i den östra delen av landet, 1 100 km öster om huvudstaden Mexico City. Lázaro Cárdenas del Río Tercero ligger 96 meter över havet och antalet invånare är 217.
Terrängen runt Lázaro Cárdenas del Río Tercero är platt. Runt Lázaro Cárdenas del Río Tercero är det glesbefolkat, med 16 invånare per kvadratkilometer. Närmaste större samhälle är Altos de Sevilla, 17,8 km sydost om Lázaro Cárdenas del Río Tercero. I omgivningarna runt Lázaro Cárdenas del Río Tercero växer i huvudsak städsegrön lövskog.